# Gräsänka
Gräsänka kallas en kvinna vars make/maka är bortrest. Den manliga motsvarigheten är gräsänkling.  
Ordet gräsänka är känt redan på 1700-talet, och kommer från det lågtyska graswed(e)we som betyder förförd och övergiven flicka. Förledet syftar antagligen på förförelse ute i det fria. Därefter har ordet fått en annan innebörd, då betydelsen har gått från förförd och övergiven, till tillfälligt ensam.
Senare har nybildats ordet gräsänkling, man vars hustru är bortrest.